# المستشفى الوطني الجامعي
المستشفى الوطني الجامعي (سابقًا مستشفى الأسد الجامعي)، هو أحد أكبر المستشفيات التعليمية التابعة لوزارة التعليم العالي في سوريا  في دمشق.
افتتح المستشفى الجامعي وبدأ العمل به عام 1988، ويتدرب فيه طلاب كلية الطب البشري في جامعة دمشق (وكذلك طلاب الدراسات العليا) وطلاب التمريض والمعاهد المتوسطة الطبية في دمشق والمناطق القريبة.

## أهم الشعب
ويضم المستشفى في شعبه كل الاختصاصات الداخلية (قلبية – عصبية – هضمية – صدرية - غدد صم –كلية – مفاصل) ومعظم الاختصاصات الجراحية (جراحة عامة وتنظيرية - جراحة أوعية - جراحة صدر- جراحة قلب- جراحة عصبية - جراحة بولية - جراحة المفاصل) بالإضافة إلى وحدة زرع الكلية ووحدة زراعة الحلزون ومن الشعب الملحقة هنالك شعبة كبيرة للمعالجة الفيزيائية تغطي كامل متطلبات هذه المعالجة من وسائل وتجهيزات.

## الخدمات
يضم المستشفى تجهيزات للتصوير بالرنين المغناطيسي والتصوير المقطعي المحوسب، وكاميرا غاما، وجهاز لتفتيت الحصى. يحتوي قسم العمليات على 11 غرفة عمليات مهيأة لإجراء الجراحة التنظيرية وجراحة القلب المفتوح، بالإضافة إلى الجراحة العصبية المحوسبة. تشمل التحاليل التي يُجريها مختبر المستشفى اختبارات هرمونية ومناعية وأورام وأدوية وجهاز لمفاوي. كما يحتوي المستشفى على بنك للخلايا الجذعية. يقدّم المستشفى خدمات طبية وعلاجية وجراحية للمرضى، ويُستخدم لتدريب طلاب الطب والأطباء الخريجين من الجامعات السورية، كما يساهم في البحث العلمي.
تشمل أنشطة المستشفى اختصاصات داخلية مثل أمراض القلب والجهاز العصبي والجهاز الهضمي والكلى. كما يُجري عمليات جراحية عامة وتنظيرية ووعائية وقلبية، بالإضافة إلى جراحة الأعصاب وجراحة المسالك البولية. يضم المستشفى وحدة لزراعة الكلى ووحدة للعلاج الفيزيائي.
يحتوي المستشفى على 645 سريرًا، منها 36 سريرًا للعناية المركزة، ويضم قسم طوارئ خاصًا بالأمراض الباطنية. تجري كلية الطب بجامعة دمشق والمستشفى الوطني الجامعي أبحاثًا في مجال الأورام، وقد ازدادت هذه الأبحاث خلال الأزمة السورية.
عقب سقوط نظام الأسد، قامت وزارة الصحة بتغيير اسم مستشفى الأسد الجامعي إلى المستشفى الوطني الجامعي في 24 كانون الأول/ديسمبر 2024.